# Natation aux Jeux africains de 1991
Navigation
Jeux africains 1987 Jeux africains 1995
Les compétitions de natation des  Jeux africains de 1991 ont comporté 32 épreuves.  L’Égypte, profitant du déclin de la natation tunisienne qui, en plus a perdu 4 médailles d'or pour dopage de sa meilleure nageuse Senda Gharbi, a repris le leadership, avec 16 titres remportés.

## Médaillés

### Hommes
| Épreuves               | Or                               | Argent                                                                                 | Bronze                            |
| Nage libre             | Nage libre                       | Nage libre                                                                             | Nage libre                        |
| ---------------------- | -------------------------------- | -------------------------------------------------------------------------------------- | --------------------------------- |
| 50 m                   | Pedro Lima 23 s 98               | Mohamed Youssef Elghazouli 24 s 28                                                     | Musa Bakare 24 s 35               |
| 100 m                  | Moustafa Amine 53 s 74           | Abdallah Benchekour 53 s 87                                                            | Amine Ahmed Amine 53 s 91         |
| 200 m                  | Hatem Seif 1 min 54 s 66         | Moustafa Amine 1 min 56 s 90                                                           | Abdallah Benchekour 1 min 59 s 34 |
| 400 m                  | Hatem Seif 3 min 59 s 56         | Ibrahim Tamer 4 min 8 s 55                                                             | Mustapha Essanai 4 min 13 s 17    |
| 1 500 m                | Hatem Seif 16 min 0 s 82         | Benoit Fleurot 16 min 48 s 92                                                          | Mohamed Maaroof 16 min 54 s 37    |
| Dos                    |                                  |                                                                                        |                                   |
| 100 m                  | Amine Ahmed Amine 59 s 83        | Sofiane Benchekour 1 min 0 s 81                                                        | Brett Halford 1 min 1 s 79        |
| 200 m                  | Sofiane Benchekour 2 min 10 s 44 | Mustapha Essanai 2 min 13 s 93                                                         | Amine Ahmed Amine                 |
| Brasse                 |                                  |                                                                                        |                                   |
| 100 m                  | Abderzak Bella 1 min 7 s 55      | Paraguay Dija 1 min 8 s 12                                                             | Bernard Desmarets 1 min 8 s 27    |
| 200 m                  | Jörg Lindemeier 2 min 27 s 93    | Abderzak Bella 2 min 28 s 55                                                           | Shamsedine Mahmoud 2 min 30 s 13  |
| Papillon               |                                  |                                                                                        |                                   |
| 100 m                  | Salah Khalef 58 s 43             | Musa Bakare 58 s 57                                                                    | Pedro Lima 58 s 59                |
| 200 m                  | Ibrahim Tamer 2 min 7 s 35       | Salah Khalef 2 min 8 s 21                                                              | Mohamed Maaroof 2 min 13 s 23     |
| Quatre nages           |                                  |                                                                                        |                                   |
| 200 m                  | Ibrahim Tamer 2 min 12 s 08      | Graham Thompson 2 min 15 s 30                                                          | Yacine Benchekour                 |
| 400 m                  | Ibrahim Tamer 4 min 49 s 93      | Yacine Benchekour 4 min 51 s 85                                                        | Benoit Fleurot                    |
| Relais                 |                                  |                                                                                        |                                   |
| 4 × 100 m nage libre   | Égypte Hatem Seif 3 min 34 s 91  | Algérie Sofiane Benchekor Abdallah Benchekor Salim Iles Yacine Benchekor 3 min 35 s 28 | Nigeria 3 min 39 s 59             |
| 4 × 200 m nage libre   | Égypte Hatem Seif 7 min 51 s 07  | Algérie Sofiane Benchekor Abdallah Benchekor Salim Iles Yacine Benchekor 8 min 0 s 87  | Zimbabwe 8 min 10 s 76            |
| 4 × 100 m quatre nages | Égypte 4 min 1 s 22              | Nigeria 4 min 5 s 79                                                                   | Zimbabwe 4 min 9 s 24             |

### Femmes
| Épreuves               | Or                                                                                | Argent                           | Bronze                                                                         |
| Nage libre             | Nage libre                                                                        | Nage libre                       | Nage libre                                                                     |
| ---------------------- | --------------------------------------------------------------------------------- | -------------------------------- | ------------------------------------------------------------------------------ |
| 50 m                   | Rania Elwani 27 s 49                                                              | Ikaghoemi Joshua 27 s 59         | Monica Dahl 27 s 69                                                            |
| 100 m                  | Rania Elwani 59 s 34                                                              | Corinne Leclair 1 min 1 s 09     | Ikaghoemi Joshua                                                               |
| 200 m                  | Rania Elwani 2 min 7 s 64                                                         | Corinne Leclair 1 min 10 s 19    | Insaf Hemmiche                                                                 |
| 400 m                  | Corinne Leclair 4 min 38 s 24                                                     | Lindsay Tudor Cole 4 min 39 s 80 | Frauke Bucking                                                                 |
| 800 m                  | Rania Elwani 9 min 32 s 58                                                        | Corinne Leclair 9 min 32 s 93    | Frauke Bucking 9 min 42 s 51                                                   |
| Dos                    |                                                                                   |                                  |                                                                                |
| 100 m                  | Sarah Murphy 1 min 6 s 51                                                         | Storme Moodie 1 min 8 s 27       | Rania Elwani 1 min 9 s 21                                                      |
| 200 m                  | Sarah Murphy 2 min 25 s 79                                                        | Storme Moodie 2 min 28 s 31      | Selma Ben Gharbia 2 min 43 s 16                                                |
| Brasse                 |                                                                                   |                                  |                                                                                |
| 100 m                  | Mahdia Bella 1 min 15 s 57                                                        | Mahdia Mohamedi 1 min 15 s 92    | Vola Hanta Ratsifa Andrihamanana 1 min 15 s 96                                 |
| 200 m                  | Mahdia Mohamedi 2 min 43 s 29                                                     | Mahdia Bella 2 min 43 s 36       | Vola Hanta Ratsifa Andrihamanana 2 min 45 s 93                                 |
| Papillon               |                                                                                   |                                  |                                                                                |
| 100 m                  | Caroline Zwonkoff 1 min 5 s 87                                                    | Nevine Morgan 1 min 7 s 30       | Meriem Meddeb 1 min 7 s 83                                                     |
| 200 m                  | Sally Abderraouf 2 min 26 s 48                                                    | Meriem Meddeb 2 min 28 s 32      | Nevine Morgan 2 min 29 s 55                                                    |
| Quatre nages           |                                                                                   |                                  |                                                                                |
| 200 m                  | Insaf Hemmiche 2 min 27 s 94                                                      | Rania Elwani 2 min 31 s 20       | Selma Ben Gharbia 2 min 23 s 0                                                 |
| 400 m                  | Insaf Hemmiche 5 min 12 s 78                                                      | Nevine Morgan 5 min 23 s 60      | Frauke Bucking 5 min 26 s 29                                                   |
| Relais                 |                                                                                   |                                  |                                                                                |
| 4 × 100 m nage libre   | Maurice 4 min 9 s 68                                                              | Égypte 4 min 9 s 79              | Namibie                                                                        |
| 4 × 200 m nage libre   | Tunisie 9 min 2 s 21                                                              | Égypte 9 min 4 s 52              | Zimbabwe 9 min 7 s 79                                                          |
| 4 × 100 m quatre nages | Zimbabwe Sarah Murphy Joanna Dorward Carolyn Zwonkoff Storme Moodie 4 min 37 s 27 | Égypte 4 min 41 s 28             | Algérie Insaf Hemmiche Mahdia Bella Mahdia Mohamedi Nawal Ferhat 4 min 43 s 23 |

## Tableau des médailles
| Rang | Nation     | Or | Argent | Bronze | Total |
| ---- | ---------- | -- | ------ | ------ | ----- |
| 1    | Égypte     | 16 | 9      | 7      | 32    |
| 2    | Algérie    | 7  | 9      | 4      | 20    |
| 3    | Zimbabwe   | 4  | 4      | 4      | 12    |
| 4    | Maurice    | 2  | 4      | 2      | 8     |
| 5    | Tunisie    | 1  | 1      | 4      | 6     |
| 6    | Namibie    | 1  | 0      | 5      | 6     |
| 7    | Angola     | 1  | 0      | 1      | 2     |
| 8    | Nigeria    | 0  | 4      | 3      | 7     |
| 9    | Madagascar | 0  | 0      | 2      | 2     |
|      | Total      | 32 | 32     | 32     | 96    |

## Source
- (ar) « Les sixièmes Jeux africains, Zimbabwe 1995 », Al-Ahram Sports, No 298, du 12 septembre 1995, (numéro spécial).